# Donje Lopiže
Donje Lopiže (en serbe cyrillique : Доње Лопиже) est un village de Serbie situé dans la municipalité de Sjenica, district de Zlatibor. Au recensement de 2011, il comptait 85 habitants.

## Démographie
| 1948 | 1953 | 1961 | 1971 | 1981 | 1991 | 2002 | 2011 |
| ---- | ---- | ---- | ---- | ---- | ---- | ---- | ---- |
| 584  | 632  | 579  | 418  | 244  | 136  | 123  | 85   |

|  |